# فرانك روزنبلات
فرانك روزنبلات هو عالم نفس أمريكي ولد في (11 يوليو 1928) وتوفي في (11 يوليو 1971). اشتهر بمساهماته في مجال الذكاء الاصطناعي. بعض الناس يسمونه أب التعلم العميق  لأنه كان رائدا في دراسة الشبكات العصبية الاصطناعية.

## عنه
فرانك روزنبلات هو عالم نفس أمريكي من أصل يهودي ولد في نيو روشيل، نيويورك. كان والده طبيبًا ووالدته كاثرين. تخرج من مدرسة برونكس الثانوية للعلوم في عام 1946 ودرس في جامعة كورنيل. حصل على شهادة البكالوريوس في عام 1950 وشهادة الدكتوراه في عام 1956.
انتقل إلى مختبر كورنيل للطيران في بوفالو في مدينة نيويورك، حيث عمل كعالم نفس بحثي ثم كعالم نفس أول ثم كرئيس لقسم الأنظمة المعرفية. في هذا المختبر قام بأبحاث مهمة في مجال الإدراك الحسي وابتكر وصنع أجهزة بيرسيبترون في عام 1960. وكانت هذه الأجهزة أول كمبيوترات تستطيع تعلم مهارات جديدة من خلال التجربة والخطأ باستخدام شبكة عصبية اصطناعية تشبه طريقة التفكير البشري.
لم تقتصر اهتمامات روزنبلات البحثية على مجال واحد. في عام 1959 انتقل إلى حرم جامعة كورنيل في إيثاكا حيث أصبح مديرًا لبرنامج أبحاث النظم المعرفية ومحاضرًا في قسم علم النفس. في عام 1966 أصبح أستاذًا مشاركًا في قسم علم الأعصاب والسلوك الذي كان جزءًا من قسم العلوم البيولوجية الجديد. في نفس العام، بدأ بالبحث عن إمكانية نقل السلوك المكتسب من الفئران التي تلقت تدريبًا إلى الفئران التي لم تتلق تدريبًا بواسطة حقنها بمواد من الدماغ. هذا الموضوع أثار اهتمامًا كبيرًا في السنوات التالية.
في عام 1970 أصبح ممثلًا ميدانيًا لمجال الدراسات العليا في علم الأحياء العصبية والسلوك، وفي عام 1971 أصبح رئيسًا بالنيابة لقسم علم الأحياء العصبية والسلوك. لقي فرانك روزنبلات حتفه في يوليو 1971 في نفس يوم ميلاده الثالث والأربعين، عندما تعرض لحادث قارب في خليج تشيسابيك.

## الاهتمامات الأكاديمية

#### بيرسبترون
كان روزنبلات معروفًا بابتكاره للبيرسبترون ، وهو جهاز إلكتروني يعمل وفقًا للمبادئ البيولوجية ويمتلك قدرة على التعلم. تم تجربة مدركات روزنبلات أول مرة على كمبيوتر IBM 704 في مختبر كورنيل للطيران في عام 1957.  عندما يوضع مثلث أمام عين المدركة، فإنه يلتقط الصورة وينقلها عبر سلسلة عشوائية من الخطوط إلى وحدات الاستجابة التي تسجل الصورة.
وسع روزنبلات هذا النهج في العديد من الأوراق البحثية وكتاب اسمه مبادئ الديناميكا العصبية: الإدراك الحسي ونظرية آليات الدماغ ، الذي نشره دار سبارتان للكتب في عام 1962. حاز على شهرة دولية بالبيرسبترون. واصفة إياه صحيفة نيويورك تايمز بأنه ثورة، بعنوان “جهاز البحرية الجديد يتعلم من خلال العمل”، وعبرت صحيفة نيويوركر عن إعجابها أيضًا بالتطور التكنولوجي الذي ساهم به هذا الاختراع.

## الاهتمامات الأخرى

#### علم الفلك
كان روزنبلات مهتمًا بعلم الفلك واقترح طريقة جديدة للبحث عن الأقمار الصناعية النجمية. بنى مرصدًا على تل خلف منزله في بروكتونديل على بعد حوالي 10 كيلومترات شرق إيثاكا. بعد انتهاء بناء المرصد، بدأ روزنبلات دراسة مكثفة حول SETI (البحث عن حياة ذكية خارج كوكب الأرض ). كما بحث في القياس الضوئي وطور تقنية “للكشف عن إشارات الليزر ضعيفة الشدة على خلفية مشعة نسبيًا من الضوء غير المتماسك”.

#### السياسة
كان روزنبلات مشاركًا جدًا في السياسة الليبرالية. شارك في الحملات التمهيدية الخاصة بيوجين مكارثي لمنصب الرئيس في نيو هامبشاير وكاليفورنيا عام 1968 وفي سلسلة من الأنشطة الاحتجاجية في فيتنام في واشنطن.